# Егоров, Андрей Анатольевич
Андре́й Анато́льевич Его́ров (род. 13 марта 1960 года, г. Челябинск) — государственный деятель, организатор производства, кандидат технических наук,  генеральный директор Приборостроительного завода Росатома (2008—2009).

## Биография[1]
- 1984 — окончил (с отличием) Московский инженерно-физический институт  (с 2009 года — Национальный исследовательский ядерный университет «МИФИ»);
- 1995 — аспирантуру Российского федерального ядерного центра Всероссийского научно-исследовательского института технической физики (РФЯЦ-ВНИИТФ).
- 1999-2000 — прошел курс обучения по Президентской программе подготовки управленческих кадров для народного хозяйства.

На Приборостроительный завод Егоров Андрей Анатольевич пришёл в 1977 году и прошёл путь от лаборанта до директора предприятия:
- С 2008 по 2009 годы был генеральным директором Приборостроительного завода.
- С 13.05.2009 — Директор Департамента промышленности ядерных боеприпасов Росатома.
- С  01.02.2010 - Заместитель Директора дирекции по ядерному оружейному комплексу, директор Департамента промышленности ядерных боеприпасов ГК Росатом
- с 25.01.2021 - пенсионер.

## Награды
- Лауреат Премии Правительства Российской Федерации в области науки и техники.
- Орден Почета.
- Медаль Ордена «За заслуги перед Отечеством» II степени[2].
- Знак отличия "Е.П. Славский".
- Нагрудный знак "За заслуги перед атомной отраслью" 1 степени.
- Медаль Министерства обороны Российской Федерации "За заслуги в ядерном обеспечении".
- Медаль Министерства обороны Российской Федерации "За достижения в области развития инновационных технологий".

Также, награждён многочисленными ведомственными памятными знаками.